# Ken Murray
Ken Murray właściwie Kenneth Abner Doncourt (ur. 14 lipca 1903 w Nowym Jorku, zm. 12 października 1988 w Burbank) – amerykański aktor filmowy, telewizyjny, radiowy, komik i osobowość radiowa.

## Filmografia

### seriale
- 1952: Death Valley Days jako Dave Eldridge
- 1963: Bob Hope Presents the Chrysler Theatre jako Vicenzo
- 1969: Love, American Style jako Ben

### film
- 1929 – Half Marriage jako Charles Turner
- 1933 – From Headquarters jako Mac
- 1941 – Swing It Soldier jako Jerry Traynor
- 1962 – Człowiek, który zabił Liberty Valance’a jako Doc Willoughby
- 1966 – Za mną chłopcy! jako Melody Murphy
- 1968 – Władza jako Fred Grover (mężczyzna na imprezie)
- 1976 – Won Ton Ton – pies, który ocalił Hollywood jako sprzedawca pamiątek

## Życie prywatne
Ken Murray był trzykrotnie żonaty i miał czwórkę dzieci. Pierwsze małżeństwo zawarł w 1923 z Carlotta (Charlotte) La Rose — artystką wodewilową i burleskową. Wspólnie występowali do rozwodu w 1935.
4 lipca 1941 poślubił modelkę i aktorkę Cleatus Caldwell. Ceremonia odbyła się w domu aktora Lew Ayresa w Hollywood. Świadkiem pana młodego był amerykański komik Edgar Bergen. Ken i Cleatus mieli dwóch synów: Ken Junior (ur. 1942, zm. 1979) i Cort Riley (ur. 1944). Para rozwiodła się we wrześniu 1945.
Trzecią żoną Murraya była Betty Lou Walters. Ślub odbył się w grudniu 1948. Para miała dwie córki: Pam i Jane. Byli małżeństwem 40 lat.
Ken Murray zmarł 12 października 1988 r. w Saint Joseph Medical Center w Burbank w stanie Kalifornia. Miał 85 lat.

## Wyróżnienia
Posiada swoją gwiazdę na Hollywoodzkiej Alei Gwiazd, która znajduje się na 1724 Vine Street.